# Kamata
Kamata (engl. interest, njem. Zins) je cijena za prepuštanje kapitala na određeni rok, a obračunava se od dana dospijeća potraživanja. 

## Vrste kamata
Pravno gledano razlikuju se ugovorna i zatezna kamata.

### Ugovorna kamata
Ugovorna kamata određuje se Ugovorom, a determinirana je na tržištu kapitala ponudom i potražnjom. 
Zakonom o obveznim odnosima definirana su sljedeća ograničenja:
(1) Stopa ugovornih kamata između osoba od kojih barem jedna nije trgovac ne može biti viša od stope zakonskih zateznih kamata koja je vrijedila na dan sklapanja ugovora, odnosno na dan promjene ugovorne kamatne stope, ako je ugovorena promjenjiva kamatna stopa.
(2) Stopa ugovornih kamata između trgovaca, odnosno trgovca i osobe javnog prava ne može biti viša od stope zakonskih zateznih kamata određene sukladno stavku 1. ovoga članka, uvećane za polovinu te stope.
(3) Ako su kamate ugovorene, ali nije određena njihova stopa, između osoba od kojih barem jedna nije trgovac, vrijedi kamatna stopa u visini četvrtine stope zakonskih zateznih kamata, a između trgovaca polovina stope zakonskih zateznih kamata određene sukladno stavku 1. ovoga članka.
(4) Ako su ugovorene više kamate od dopuštenih, primijenit će se najviša dopuštena kamatna stopa.
(5) Stopa ugovornih kamata odnosi se na razdoblje od jedne godine.

### Zatezna kamata
Do 31. prosinca 2007. stopa zatezne kamate bila je propisana Zakonom o kamatama i iznosila je 15 posto na godinu. Ta se stopa primjenjuje još od 1. srpnja 2002., a od 1. siječnja 2008. se mijenja. Počevši od nove godine, stopa zakonskih zateznih kamata za svako će se tekuće polugodište određivati u visini eskontne stope Hrvatske narodne banke koja je bila na snazi zadnjeg dana prethodnog polugodišta, uvećane za osam postotnih poena. Prema najnovijim odlukama Hrvatske narodne banke o visini eskontne stope, u prvom polugodištu 2008. zatezne će kamate u odnosima između pravnih i fizičkih osoba iznositi 14 posto, a u odnosima između pravnih osoba i u odnosima između pravnih osoba i osoba javnog prava iznosit će 17 posto.
U vezi s metodom obračuna zateznih kamata i nakon 1. siječnja 2008. zatezne se kamate obračunavaju jednostavnim kamatnim računom. Neovisno o razdoblju za koje se izračunava svota kamata, dulje ili kraće od godinu dana, primjenjuje se jednostavni kamatni račun. I u slučaju kad je razdoblje dugovanja dulje od godinu dana, kamate se ne pribrajaju glavnici radi obračuna kamate za iduće kalendarsko razdoblje. Zatezne kamate ne podliježu oporezivanju porezom na dodanu vrijednost, a oporezivanju ne podliježu ni troškovi opomene, ako ih vjerovnik zaračunava dužniku. Pravilo je da su zatezne kamate priznati rashod poduzetniku dužniku i umanjuju mu osnovicu za plaćanje poreza na dohodak, odnosno poreza na dobit. Ovo pravilo ima iznimaka.
Pri obračunu zatezne kamate primjenjuje se ovaj matematički izraz:
K = (C x p x n)/100
Oznake imaju sljedeće značenje: K = zatezna kamata; C = glavnica; p = stopa zatezne kamate, n = broj godina.

### Kamate u bankarstvu
U bankarstvu se razlikuju aktivne (one koje prima banka i plaća kupac) i pasivne kamate (one koje banka plaća kupcu za njegov ulog). Banke za date kredite dopuštaju si mogućnost promijeniti kamatnu stopu.

### Kamate na kamate
Kamate na kamate jesu one koje se obračunavaju na neisplaćene kamate pribrojene kapitalu (kapitalizirane kamate). Izraz za izračunavanje kamata na kamate temelj je financijske matematike. Ukamaćivanje je izračunavanje buduće vrijednosti nekog novčanog iznosa u sadašnjosti.

## Teorije kamata
Poznate teorije kamata su:
- Klasična i neoklasična teorija kamata
- Teorija kamata po Eugenu von Böhm-Bawerku
- Teorija kamata po Johnu Maynardu Keynesu
- Teorija kamata po Ludwigu von Misesu

## Etička pitanja o kamatama
Uzimanje kamate je djelomično ograničeno po Judaizmu i Kršćanstvu, dok je u Islamu potpuno zabranjeno i smatra se za haram (grijeh). U Islamu se razvilo i islamsko bankarstvo koje posluje po ekonomskim načelima ali bez obračunavanja kamate.

## Poveznice
- Tržište kapitala
- Banka
- Kredit

## Vanjske poveznice
- Limun.hr  Arhivirana inačica izvorne stranice od 6. listopada 2007. (Wayback Machine) - financijski portal
- The Theory of Interest - The Library of Economics and Liberty